# Sydney Schanberg
Sydney Hillel Schanberg (* 17. Januar 1934 in Clinton, Massachusetts; † 9. Juli 2016 in Poughkeepsie) war ein US-amerikanischer Journalist, der vor allem für seine Berichterstattung über den Krieg in Kambodscha bekannt wurde.
1976 gewann er den Pulitzer-Preis für seine Auslandsberichterstattung während seiner Tätigkeit für die New York Times. Darüber hinaus gewann er zweimal den George Polk Award für herausragende Leistungen im Journalismus (1971 und 1974).
Sein Buch The Death and Life of Dith Pran, in dem er den Überlebenskampf seines Kollegen Dith Pran unter dem Terrorregime des Demokratischen Kampuchea der Roten Khmer schildert, bildete die Vorlage für den Film The Killing Fields – Schreiendes Land (1984). In dem Film wird er von Sam Waterston dargestellt.
Am 12. April 1975 weigerte sich Schanberg, das Angebot der US-Botschaft anzunehmen, sich nach Thailand per Hubschrauber ausfliegen zu lassen. Zu diesem Zeitpunkt war die kambodschanische Hauptstadt Phnom Penh bereits komplett von Truppen der Roten Khmer eingeschlossen und wurde belagert. Schanberg hatte über 6 Jahre die Ereignisse in Kambodscha verfolgt. Immer mehr Zeit verbrachte er im Land. Ihn interessierten die menschlichen Tragödien, welche sich im Bürgerkrieg ereigneten, weniger die Politik. Nach der Eroberung der Hauptstadt durch die Roten Khmer am 17. April 1975 wurde er kurzzeitig festgenommen. Anschließend gelang es ihm, die Französische Botschaft zu erreichen. Er wurde mit anderen Ausländern in den folgenden Tagen mit Lastwagen an die Thailändische Grenze gefahren. Schanberg dokumentierte die Evakuierung der US-Botschaft und die Ermordung von führenden Politikern und Soldaten, welche sich nach dem Fall der Hauptstadt im Informationsministerium versammelt hatten. Auch war er Augenzeuge der Evakuierung der gesamten Bevölkerung durch die Truppen der Roten Khmer. Er sagte 2013 über seine Erlebnisse vor dem Internationalen Sondergericht in Phnom Penh per Videokonferenz aus.

## Werke
- Sydney Schanberg: The Death and Life of Dith Pran. Penguin, 1980, ISBN 0-14-008457-6
- Sydney Schanberg: The Killing Fields: The Facts Behind The Film. Weidenfeld and Nicolson, 1984